# Wanna Be Startin' Somethin'
〈Wanna Be Startin' Somethin'〉은 미국의 가수 마이클 잭슨이 그의 여섯 번째 스튜디오 음반 《Thriller》 (1982년)를 위해 녹음한 노래이다. 이 음반은 1983년 5월 8일 에픽 레코드에 의해 네 번째 싱글로 발매되었다. 잭슨이 작사, 작곡, 퀸시 존스가 프로듀싱했다. 그 가사는 이유 없이 논쟁을 시작하기 위해 소문을 퍼뜨리는 낯선 사람들에 관한 것이다. 〈Wanna Be Startin' Somethin'〉은 1979년에 발매된 잭슨의 이전 스튜디오 음반인 《Off the Wall》의 디스코 사운드를 떠올리게 한다. 이 곡은 복잡한 리듬의 편곡과 독특한 호른의 편곡이 특징이다.
〈Wanna Be Startin' Somethin'〉은 빌보드 핫 100의 《Thriller》에서 5위를 정점으로 잭슨의 4연속 톱 10 싱글이 되었다. 이 노래는 네덜란드뿐만 아니라 캐나다에서도 1위를 차지했고, 여러 나라에서 20위, 30위 안에 들었다. 그것은 일반적으로 현대 음악 비평가들에게 좋은 평가를 받았다. 《Thriller 25》의 발매로, 〈Wanna Be Startin' Somethin'〉이라는 제목의 리믹스 곡 〈Wanna Be Startin' Somethin' 2008 with Akon〉이 에이콘과 함께 녹음되었고, 음반의 두 번째 싱글로 발매되었다. 이 리믹스는 상업적으로 성공을 거두었는데, 주로 6개국에서 상위 10위 안에 들었고, 전 세계 여러 지역에서 상위 20위 안에 들었고 캐나다에서는 상위 40위 안에 들었다. 이 곡은 빌보드 핫 100에서 81위로 정점을 찍으며 미국보다 국제적으로 더 성공적이었다.
《Thriller》 이전의 싱글들과 달리, 〈Wanna Be Startin' Somethin'〉은 뮤직 비디오를 동반하지 않았지만 잭슨이 잭슨 5의 멤버로서 그리고 솔로 아티스트로서 세계 콘서트 투어에서 공연했다. 2009년 6월 잭슨의 사망 이후, 이 노래는 전 세계 음악 차트에 다시 진입했다. 〈Wanna Be Startin' Somethin'〉은 발매 이후 여러 레코딩 아티스트들에 의해 커버되고 샘플링되었으며, 특히 리한나는 2007년 노래 〈Don't Stop the Music〉에서 소송을 당했다. 《Thriller》 외에도 이 곡은 잭슨의 여러 컴필레이션과 히트 음반에 수록된다.

## 배경
〈Wanna Be Startin' Somethin'〉은 마이클 잭슨이 작사, 작곡, 공동 프로듀싱하고 퀸시 존스가 프로듀싱했다. 원래 시누이와의 관계가 안 좋은 것에 대해 누나 라토야 잭슨을 위해 쓴 곡이지만 마이클이 결국 이 곡을 녹음하게 됐고, 라토야는 콘서트에서 이 곡을 연주하기도 한다. 이 곡은 원래 1978년 《Off the Wall》 음반에 포함되기 위해 녹음되었지만 나중에 1982년 가을에 캘리포니아주 로스앤젤레스에서 다시 녹음되었다. 〈Wanna Be Startin' Somethin'〉은 잭슨이 1982년 그의 여섯 번째 스튜디오 음반 《Thriller》로 작사, 작곡 크레딧을 받은 네 곡 중 하나였다. 이 곡은 에픽 레코드에 의해 음반의 네 번째 싱글로 발매되었다. 《Thriller》 이전 싱글들과 달리, 〈Wanna Be Startin' Somethin'〉은 그것을 홍보하기 위해 공개된 영화나 뮤직 비디오가 없었다.
《Thriller》 외에도, 〈Wanna Be Startin' Somethin'〉은 이 곡이 발매된 이후 잭슨의 여러 컴필레이션과 최고의 히트 음반에 등장했다. 〈Wanna Be Startin' Somethin'〉은 1995년 잭슨의 두 장의 디스크로 구성된 컴필레이션 음반 《HIStory: Past, Present and Future, Book I》의 첫 번째 디스크와 《Thriller》 25주년 기념판 《Thriller 25》, 그리고 최고의 히트 음반 《King of Pop》에 등장했는데, 두 음반 모두 2008년에 발매되었다. 이 노래는 또한 2004년에 발매된 박스 세트 컬렉션, 《Michael Jackson: The Ultimate Collection》, 최고의 히트 음반인 《The Essential Michael Jackson》, 컴필레이션 음반 《This Is It》, 그리고 잭슨의 죽음 며칠 후에 발매된 스페셜 박스 세트인 《The Essential Michael》에도 포함되어 있다. 1995년 〈Earth Song〉 CD 싱글의 일부 버전에는 B-사이드로 《Brothers in Rhythm Mix》와 《Tommy D's Main Mix》가 포함되었다. 이 노래는 또한 2011년 《Immortal》 음반에 리믹스되었다. 이 노래의 데모 버전은 또한 《This Is It》 (2009년)에서 발표되었다.

## 상업적 성과
1983년, 〈Wanna Be Startin' Somethin'〉은 전 세계적으로 좋은 차트 성적을 거두었다. 이 곡은 1983년 7월 2일 빌보드 핫 100 차트에서 9위로 진입하여 전주보다 6계단 상승했다. 7월 16일, 〈Wanna Be Startin' Somethin'〉은 차트 5위에 올랐는데, 이는 이 곡의 최고 순위였다. 이 곡의 최고 순위는 《Thriller》의 네 번째 싱글인 〈Wanna Be Startin' Somethin'〉을 빌보드 핫 100 10위 안에 들게 했다. 이 곡은 빌보드 핫 100에서 《Thriller》 후속곡 〈Human Nature〉보다 상업적으로 더 성공적이었으며, 이 곡은 차트에서 7위를 차지했다. 이 곡은 블랙 싱글 차트에서도 5위로 10위 안에 들었다.
국제적으로 이 노래는 상업적으로 성공을 거두었으며, 주로 음악 차트에서 상위 20위, 상위 30위 안에 들었다. 1983년 6월 11일 영국에서 이 곡은 38위로 차트 40위권에 진입했다. 그 다음 주에는 24계단 올라 14위에 올랐고, 6월 25일에는 8위로 10위 안에 들었다. 이 곡은 1983년에도 총 9주간 차트에 머물렀다. 1983년 7월 24일, 뉴질랜드에서는 〈Wanna Be Startin' Somethin'〉이 47위로 차트에 진입했다. 그 다음 주, 이 곡은 최고 순위인 35위로 정점을 찍었고, 3주 동안 차트 50위 안에 머물렀다. 〈Wanna Be Startin' Somethin'〉은 1983년 7월 9일 네덜란드 차트에 진입하여 4위로 톱 5 안에 들었다. 그 다음 주, 그 곡은 3주 연속 최고 순위인 3위에 올랐다. 이 곡은 몇 주 동안 톱 10 안에 들었고, 1983년에는 10주 동안 톱 20에 머물렀다.
2008년 《Thriller 25》가 발매된 후 이 곡은 전 세계 음악 차트에 다시 진입했다. 〈Wanna Be Startin' Somethin'〉은 2008년 2월 21일 이탈리아 음악 차트에 진입하여 14위로 진입했다. 이 노래는 2월 28일 덴마크 음악 차트에 진입하여 29위로 30위 안에 들었다. 그 다음 주에는 22위로 정점을 찍었다. 스위스에서는 2008년 2월 24일 47위로 50위권에 진입했다. 그 다음 주에 이 노래는 30위로 정점을 찍었다. 총 6주간의 차트 진입 후, 이 곡은 100위권 밖으로 떨어졌고, 4주 후 83위로 차트에 다시 진입했다가 다시 순위가 떨어졌다.
2009년 6월 잭슨의 사망 이후, 그의 음악은 폭발적인 인기를 경험했다. 〈Wanna Be Startin' Somethin'〉은 2009년 7월 4일 영국 차트에 재진입했고, 그 다음 주에 57위로 정점을 찍었다. 7월 12일, 〈Wanna Be Startin' Somethin'〉이 두 번째로 스위스 음악 차트에 재진입했다. 이 곡은 최고 순위인 37위로 차트에 올랐고, 3주 동안 차트에 머물다가 100위권 밖으로 진입했다.

## 마뉘 디방고 논란
바베이도스의 팝 가수 리한나가 2007년 히트 싱글 〈Don't Stop the Music〉에서 이 곡을 샘플링한 후, 2009년 2월 카메룬의 음악가 마뉘 디방고는 두 곡 모두 1972년 싱글 〈Soul Makossa〉의 "mama-say mama-sa mama-coo-sa" 훅을 허락 없이 훔쳤다고 주장하며 소송을 제기했다. 프랑스 통신사에 따르면 잭슨은 자신이 〈Wanna Be Startin' Somethin'〉의 가사를 빌렸고 법정 밖에서 합의했다고 인정했다. 리한나가 2007년 잭슨에게 라인 샘플링을 허락해달라고 요청했을 때, 그는 사전에 디방고에게 연락하지 않고 이를 승인한 것으로 알려졌다. 디방고의 변호사들은 50만 유로의 손해배상 청구와 소니 BMG, EMI, 워너 뮤직에 대해 "문제가 해결될 때까지 'mama-say mama-sa' 관련 수입을 받지 못하게 해달라"며 파리 법원에 소송을 제기했다.

## 인증
| 국가                               | 인증     | 판매량/출하량 |
| ---------------------------------- | -------- | ------------- |
| 영국 (BPI)                         | 실버     | 200,000       |
| 미국 (RIAA)                        | 플래티넘 | 1,000,000     |
| 판매량+스트리밍을 기반으로 한 인증 |          |               |